# 下寮 (雲林縣元長鄉)
下寮，原寫為下藔，是台灣雲林縣元長鄉的一個傳統地域名稱，位於該鄉南部。相較於今日行政區，其範圍大致與下寮村相近。

## 歷史
台灣清治末期至日治初期，下寮地區為一（舊制）街庄，稱為「下藔庄」，隸屬於白沙墩堡。該庄北與頂藔庄、客仔厝庄為鄰，東與內藔庄為鄰，南邊為後溝仔庄，西邊為龍岩厝庄。
1901年（日治明治三十四年）11月，全台廢縣廳改設二十廳，該庄隸屬於斗六廳。1903年（明治三十六年）6月，該庄編入「元長區」，隸屬於斗六廳。1909年（明治四十二年）10月，合併二十廳為十二廳，元長區改隸屬於嘉義廳。1920年（大正九年），全台地方制度大改正，廢十二廳改設五州二廳，該庄改制並雅化為「下寮」大字，隸屬於臺南州北港郡（舊制）元長庄。
戰後元長庄改制為元長鄉，隸屬於臺南縣，大字亦改制為村。1950年10月，雲、嘉、南分治，元長鄉改隸屬雲林縣。

## 聚落
本地區發展較早的聚落為下藔、東庄、湖仔內等，在日治期初期的官方地圖上已有記載。此外，龍岩厝聚落的一部分已延伸至本地區西北端。

## 交通
縣道145號是彰化縣埤頭鄉至嘉義縣六腳鄉港尾寮的道路，大致以北北東—南南西走向轉東北—西南走向蜿蜒經過本地區中部略偏東地帶。由該道路向北北轉東北微東可前往土庫鎮、虎尾鎮、西螺鎮、埤頭鄉等地，向西南可前往北港鎮、六腳鄉的港尾寮並止於省道台19線路口。
鄉道雲168線是口莊至崙仔的道路，大致以西南西—東北東走向到達本地區西北角的龍岩厝聚落後，轉東南東沿本地區北部邊界蜿蜒而行，經埔墘聚落北側、鄉道雲170-1線終點路口、烏雞寮聚落南側後轉東，經下寮聚落北側的鄉道雲168-1線起點路口、縣道145號路口後入境，其後轉東南東，經高鐵高架橋下至東庄聚落轉南南東再繞大彎轉東出聚落續行以至出境。由該道路向西南西可前往龍岩厝、溝皂地區南部、好收地區的口庄（口莊）聚落並止於縣道155號路口；向東可前往內寮，並止於縣道145甲線路口（崙仔聚落北郊）。
鄉道雲168-1線是下寮至湖仔內的道路，全線均在本地區境內，其北側端點（起點）位於下寮聚落北側的鄉道雲168線路口。由此向南轉南南西出聚落後，至湖仔內聚落轉東蜿蜒而行，止於縣道145號路口。

## 經濟
- 元長工業區